# Kačje brezno
Kačje brezno (izvirno angleško The Snake Pit) je                          ameriški film iz leta 1948. Bil je eden prvih filmov, ki so se v celoti dogajali v psihiatrični bolnišnici, posnet pa je bil po avtobiografskem romanu Mary Jane Ward.

## Vsebina
Virginia Cunningham ˙(Olivia de Havilland) se nekega dne znajde v psihiatrični bolnišnici, a se ne more spomniti kako  je tam pristala. Spominja se le svojega imena in rodnega kraja. Čeprav je poročena, svojega moža na obisku ne prepozna. Prijazni in dobrosrčni zdravnik Mark Kik se odloči, da ji bo pomagal. Tako se začne Virginia postopoma spominjati svoje preteklosti...

## Zanimivosti
-Film je bil nominiran za šest oskarjev, vključno z oskarjem za najboljši film in glavno žensko vlogo. Na koncu je film  prejel le oskarja za najboljši zvok.
-Leta 1947 so bili sosedi igralke Olivie De Havilland zelo zaskrbljeni, saj so iz njene hiše neprestano prihajali grozeči kriki, njen mož pa je medtem mirno sedel na verandi. Pozneje je vsem pojasnila, da so bili kriki le del priprav na snemanje tega filma.
-Velik del filma je bil posnet v resnični umobolnici.
-Naslov je navdihnila starodavna navada, kjer so mentalno bolne ljudi metali v brezna polna kač. Menili so, da bi to dejanje pri zdravi osebi povzročilo blaznost, zato bi moralo delovati tudi obratno.
-Lik dr. Marka Kika je bil posnet po resnični osebi. Dr. Gerard Chrzanowski je bil namreč znan po temu, da so ga pacienti klicali dr. Kik in po svoji dobroti. Umrl je leta 2000.